# Bianca Bianchi
Bianca Bianchi, gebürtig Bertha Schwarz (* 27. Januar 1855 in Heidelberg; † 16. Februar 1947 in Salzburg) war eine deutsch-österreichische Opernsängerin (Koloratursopranistin).

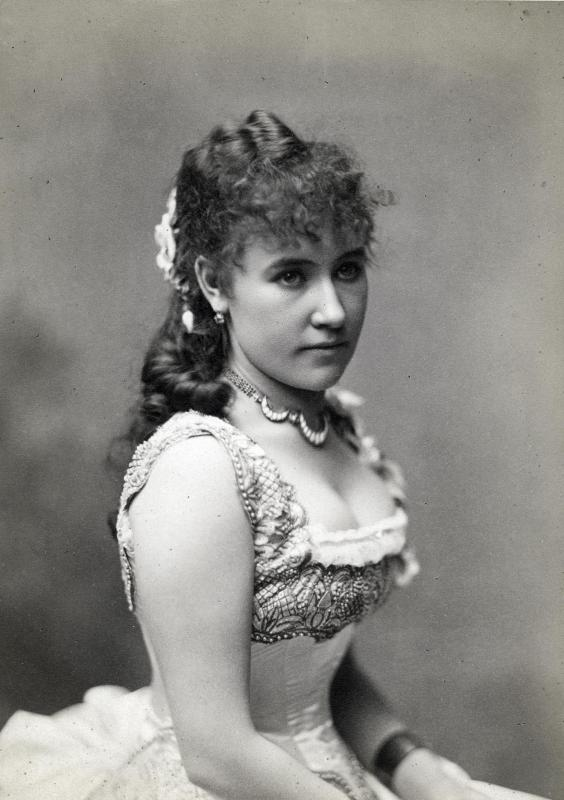
Bertha Schwarz/Bianca Bianchi in der Rolle der 'Violetta Valery' in der Oper La Traviata von Giuseppe Verdi in einer Aufführung der Wiener Hofoper.

## Leben
Bertha Schwarz wurde als Tochter eines Schauspielerehepaars geboren, das beim Mannheimer Hoftheater engagiert war.
Nach Gesangsunterricht in den Jahren in Heidelberg und Paris folgte in den Jahren 1873 bis 1876 ein Engagement am Stadt-Theater Hamburg. Ab 1874 verwendete sie ihren Künstlernamen Bianca Bianchi und trat unter diesem zunächst an der Londoner Covent Garden Opera auf, es folgten Engagements in Karlsbad und ab 1880 an der Wiener Hofoper.
In diesem Jahr wurde auch ein Asteroid zu ihren Ehren benannt.
1882 wurde der Walzer Frühlingsstimmen von Johann Strauss als Koloraturarie für Bianca Bianchi komponiert, war jedoch bei der Uraufführung am 1. März 1883 zunächst nur mäßig erfolgreich.
1894 heiratete die Sängerin ihren Agenten, den Impresario und Theaterunternehmer Bernhard Pollini.
Bianca Bianchi-Pollini gehörte als Kammersängerin (Sopran) von 1898 bis 1901 zum Ensemble der Hamburgischen Staatsoper, als Georg Pittrich dort als Kapellmeister wirkte. Sie wohnte im Jahr ihrer Verabschiedung von der Bühne am Mittelweg 22.
Sie starb am 16. Februar 1947 in ihrer noch erhaltenen Villa Mönchsberg 31 (Denkmallisteneintrag) in Salzburg.